# Les Basses Danses de Marguerite d’Autriche

## Rękopisbasses dansesMałgorzaty Austriackiej

### Okoliczności powstania i datowanie
Biblioteka Królewska Alberta I (założona w 1837) w Brukseli posiada w swoich zbiorach rękopis Nr 9085 składający się z 25 czarnych kart pergaminowych, delikatnie ozdobionych złotymi i srebrnymi czcionkami. Na odwrocie karty tytułowej widnieje następująca dedykacja: Se livre est a la princesse despaigne (Ta książka należy do księżnej Hiszpanii).
Małgorzata Austriacka (1480–1530), księżna Sabaudii, córka cesarza Maksymiliana I  i Marii Burgundzkiej, została wydana za mąż za Jana, infanta Hiszpanii, i nosiła zaszczytny tytuł księżnej Hiszpanii od 1495 do 1501, kiedy to jako wdowa po hiszpańskim księciu poślubiła księcia Sabaudii Filiberta II. Zatem rękopis datuje się na lata 1495–1501. W literaturze przedmiotu określany jest on również jako Rękopis basses danses Marii Burgundzkiej.
Brukselski rękopis Nr 9085 składa się z 2 części. Na pierwsze 6 arkuszy składa się traktat teoretyczny opisujący strukturę taneczną 'basse danse'. Druga część, składająca się z 17 arkuszy, zawiera muzykę do 58 tańców.

### Traktat teoretyczny
Rękopis opisuje 4 rodzaje kroków tanecznych tańców niskich: pas simple (krok pojedynczy oznaczony s), pas double (podwójny oznaczony d), démarche (krok do tyłu, repryza oznaczona r) oraz branle (krok do boku oznaczony b). Opis kroków tanecznych jest bardzo skromny; nie ma żadnego opisu, jak wykonuje się révérence.
Kombinacja serii kroków w całość choreograficzną jest regulowana tzw. teorią miar (théorie des mesures), która jest opisana w traktacie.
Są trzy rodzaje mesures: très parfaite (doskonała), plus que parfaite (nad-doskonała) i imparfaite (niedoskonała). Każda z nich dzieli się na 3 rodzaje ze względu na rozmiar: grande (duża), moyenne (średnia) i petite (mała).
Liczba doubles w każdej mesure stanowi o jej rozmiarze: grande mesure posiada 5 doubles, moyenne mesure: 3 doubles, a petite mesure: tylko 1 double
Rodzaj mesure zależy od ilości i układu démarches i simples, które zawiera.
Mesure très parfaite zawiera simples zarówno przed, jak i po doubles, a kończy się trzema démarches i jednym branle.
Mesure plus que parfaite zawiera simples zarówno przed, jak i po doubles, ale kończy się  tylko jedną démarche i jednym branle.
Mesure imparfaite zawiera simples tylko przed doubles, a na końcu są trzy démarches i jeden branle.
System miar (mesures) pomagając tancerzowi w zapamiętywaniu tańców dawał możliwość olbrzymiej kombinacji kroków (serii kroków).